# Грегор, Бернадетт
Бернадетт Грегор (венг. Gregor Bernadett; род. 1 мая 1972, Сегед) — венгерская актриса.
Её отец — оперный певец Йозеф Грегор, лауреат премии имени Кошута. В 1995 году Грегор окончила Академию театрального и кинематографического искусства в Будапеште, училась в классе Иштвана Хорваи и Капаша Дежё. В 1996 году Грегор стала работать в Национальном театре, в 2000 году — в Венгерском театре, с 2012 года является актрисой Нового театра.
Помимо работы в театре Грегор снимается в кино и телевизионных сериалах. В 2001 году она снималась для венгерских изданий журналов Playboy и FHM, появлялась на обложках этих журналов. В 2008 году была названа лучшей актрисой по версии журнала Story Ötcsillag, а также получила премию имени Ференца Зенте.